# Rimo I
Der Rimo I, 7385 m über Meereshöhe gelegen, ist der Hauptgipfel des Rimo-Massivs im nördlichen Teil des Rimo Muztagh im Karakorum in Indien. 
Der Berg ist etwa 20 km vom Gletschermaul des Siachengletschers entfernt. Rimo bedeutet „gebänderter Berg“. Als pakistanische Stellen einer japanischen Expedition im Jahre 1984 die Ersteigung des Rimo I zu genehmigten, war dies der äußere Anlass zum Siachen-Konflikt, bei dem die indische Armee den 6400 m hoch gelegenen Siachengletscher und die pakistanische Armee umliegende Berge besetzte.
Das Rimomassiv besteht aus vier Bergen, die den Namen Rimo tragen: Rimo I, Rimo II (7373 m), der ein relativ unbedeutender Gipfel im Norden des Rimo I ist, Rimo III (7233 m) und Rimo IV (7169 m) sind alleinstehende Gipfel im Norden des Rimo I. Das Massiv wird von dem großen zentral auf der Nordseite liegenden Mittleren Rimogletscher und dem Südlichen Rimogletscher auf der Ostseite bedeckt, aber auch von dem kleineren Nördlichen Teronggletscher auf der Westseite.
Wegen seiner entfernten Lage in der Mitte des östlichen Karakorum, war das Rimo-Massiv wenig bekannt und bis ins 20. Jahrhundert wenig aufgesucht. Der Entdeckungsreisende Filippo de Filippi und Philip und Jenny Visser kamen in dieses Gebiet erst im Jahre 1914 beziehungsweise 1929. Die Isolation und die politische Situation zwischen Indien und Pakistan in dieser Region, die sich in der Besetzung des naheliegenden Siachengletscher manifestiert, haben zur Isolation des Massivs beigetragen. Indien kontrolliert jeden Zugang zu diesem Massiv. 
Der erste Besteigungsversuch des Rimo-Massivs erfolgte durch eine japanische Expedition, die keinen Gipfelerfolg hatte. 1984 wurde der Rimo IV durch eine Expedition der indischen Armee und 1985 durch eine gut organisierte indo-britische Expedition, die von dem Himalaya-Experten Harish Kapadia geführt wurde, erfolgreich bestiegen. Dave Wilkinson und Jim Fotheringham der letztgenannten Expedition erstiegen den Rimo III, aber sie erreichten den Gipfel des Rimo I nicht. 
Die einzige erfolgreiche Besteigung des Rimo I gelang einem indo-japanischen Team im Jahre 1988, das von Hukam Singh und Yoshio Ogata geführt wurde. Sie starteten im Südwesten des Gebirges, stiegen zum signifikanten Ibex-Pass auf der Südseite des Berges auf und schlossen den Aufstieg mit einer technisch schwierigen Kletterei über 1.500 m zum Gipfel erfolgreich ab.